# Raúl Jude
Raúl Jude (Montevideo, 1891- Ib., 1971) fue un abogado y político uruguayo, perteneciente al Partido Colorado.

## Carrera política
Graduado como abogado, en 1922 fue elegido diputado. En 1924 fue nombrado Ministro de Justicia e Instrucción Pública (hoy Educación y Cultura). Desempeñó esta cartera hasta el año siguiente, en que asumió una banca en el Senado, hasta 1931.
Tras el golpe de Estado llevado a cabo por el presidente Gabriel Terra en marzo de 1933, Jude, que lo apoyó, fue nombrado miembro de la Junta de Gobierno creada por el presidente para sustituir al Parlamento disuelto. En las elecciones de 1934 fue elegido senador. Tres años después fue nombrado Ministro del Interior, cartera que ocupó durante un año, período en el cual se hizo cargo también temporalmente del Ministerio de Hacienda (hoy Economía y Finanzas). En 1938 retornó al Senado. Su último cargo público fue la presidencia del ente autónomo estatal Administración Nacional de Puertos (ANP) en 1943.
En la década del treinta, Jude fue el abogado defensor de José Saravia, estanciero adherente del Partido Colorado (a su vez hermano del caudillo blanco Aparicio Saravia), acusado de hacer asesinar a su esposa en 1929. Este insuceso fue conocido como "el crimen de La Ternera". El proceso culminó con la absolución del acusado por parte de un jurado criminal en 1937, fallo que produjo un gran escándalo y extendidas sospechas de soborno o presiones a los miembros del mismo. Las repercusiones del caso fueron tales, que constituyeron el motivo fundamental de la supresión, a través de la ley N.º 9755, sancionada en enero de 1938, de los juicios por jurado, que desde entonces no han existido más en el Uruguay.

## Deportes
En el ámbito del fútbol, el Dr. Jude tuvo una destacada actuación en la Asociación Uruguaya de Fútbol, que presidió entre 1927 y 1930. Siendo presidente de la AUF cuando Uruguay fue sede y campeón de la primera Copa Mundial de Fútbol en 1930.

## Familia
Su hijo Raumar fue también político y legislador colorado.